# Open du Chili de tennis de table
L'Open du Chili ITTF est une compétition organisée par la fédération internationale de tennis de table, étape du Pro-tour. 
L'épreuve qui devait se dérouler au mois d'avril 2010 a été annulée en raison du séisme de 2010 au Chili. 
L'édition 2011 se déroule du 10 au 14 août 2011 à Santiago du Chili.

## Palmarès

### Senior
| année | simple messieurs  | double messieurs                  | simple dames           | double dames                      |
| ----- | ----------------- | --------------------------------- | ---------------------- | --------------------------------- |
| 2004  | Kalinikos Kreanga | Marek Klasek/ Dragutin Surbek Jr  | Tan Monfardini Wenling | Csilla Batorfi/Krisztina Toth     |
| 2005  | Oh Sang-Eun       | Oh Sang-Eun/Lee Jung-woo          | Kim Kyung-ah           | Tie Yana/Zhang Rui                |
| 2006  | Vladimir Samsonov | Chen Weixing/Robert Gardos        | Park Mi-young          | Hiroko Fujii/Saki Kanazawa        |
| 2007  | Yo Kan            | Ko Lai Chak/Li Ching              | Jiang Huajun           | Tie Yana/Zhang Rui                |
| 2008  | Ryu Seung Min     | Gao Ning/Yang Zi (en)             | Li Jia Wei             | Jiang Huajun/Tie Yana             |
| 2011  | Chuan Chih-Yuan   | Javier Cillis/Liu Song            | Kasumi Ishikawa        | Sayaka Hirano/Kasumi Ishikawa     |
| 2012  | Gao Ning          | Yang Zi (en)/Zhan Jian            | Kim Kyung-ah           | Hiroko Fujii/Misako Wakamiya      |
| 2014  | Kohei Sambe       | -                                 | Miyu Maeda             | -                                 |
| 2015  | Thiago Monteiro   | Gustavo Gomez / Manuel Moya       | Jeon Ji-hee            | Leticia Nakada / Bruna Takahashi  |
| 2016  | Antoine Hachard   | Antoine Hachard / Romain Ruiz     | Rachel Moret           | Maria Lorenzotti / Candera Molero |
| 2017  | Soumyajit Ghosh   | Soumyajit Ghosh / Amalraj Anthony | Caroline Kumahara      | Ana Codina / Candela Molero       |

### Moins de 21 ans
| année | simple messieurs  | simple dames    |
| ----- | ----------------- | --------------- |
| 2017  | Horacio Cifuentes | Valentina Rios  |
| 2016  | Florian Schreiner | Idalys Lovet    |
| 2015  | Hampus Soderlund  | Bruna Takahashi |
| 2014  | Mizuki Oikawa     | Miyu Maeda      |
| 2012  | Feng Chen         | Kasumi Ishikawa |
| 2011  | Soumyajit Ghosh   | Misaki Morizono |
| 2008  | Marcos Freitas    | Misako Wakamiya |
| 2007  | Kenta Matsudaira  | Yu Meng Yu      |
| 2006  | Tiago Apolonia    | Lee Eun-hee     |
| 2005  | Cho Eon-Rae       | Kim Hye-Hyun    |